# 韻府羣玉
《韻府羣玉》，元代陰時夫（生卒年不詳）撰，共二十卷。

## 內容沿革
陰時夫在他的父親陰應夢（1224—1314）的指導下編成的，由陰時夫之兄陰幼達作注。採錄典故詞藻，隸屬各韻下。按類書按韻編排者，始於顏真卿之《韻海鏡源》，但已失傳。元大德十一年（1307年），陰應夢為《韻府羣玉》寫序，序成而卒。